# Грёнвольд
Грёнвольд (нем. Grönwohld) — община в Германии, в земле Шлезвиг-Гольштейн. 
Входит в состав района Штормарн. Подчиняется управлению Триттау.  Население составляет 1357 человек (на 31 декабря 2010 года). Занимает площадь 9,79 км².